# Штучна ікра

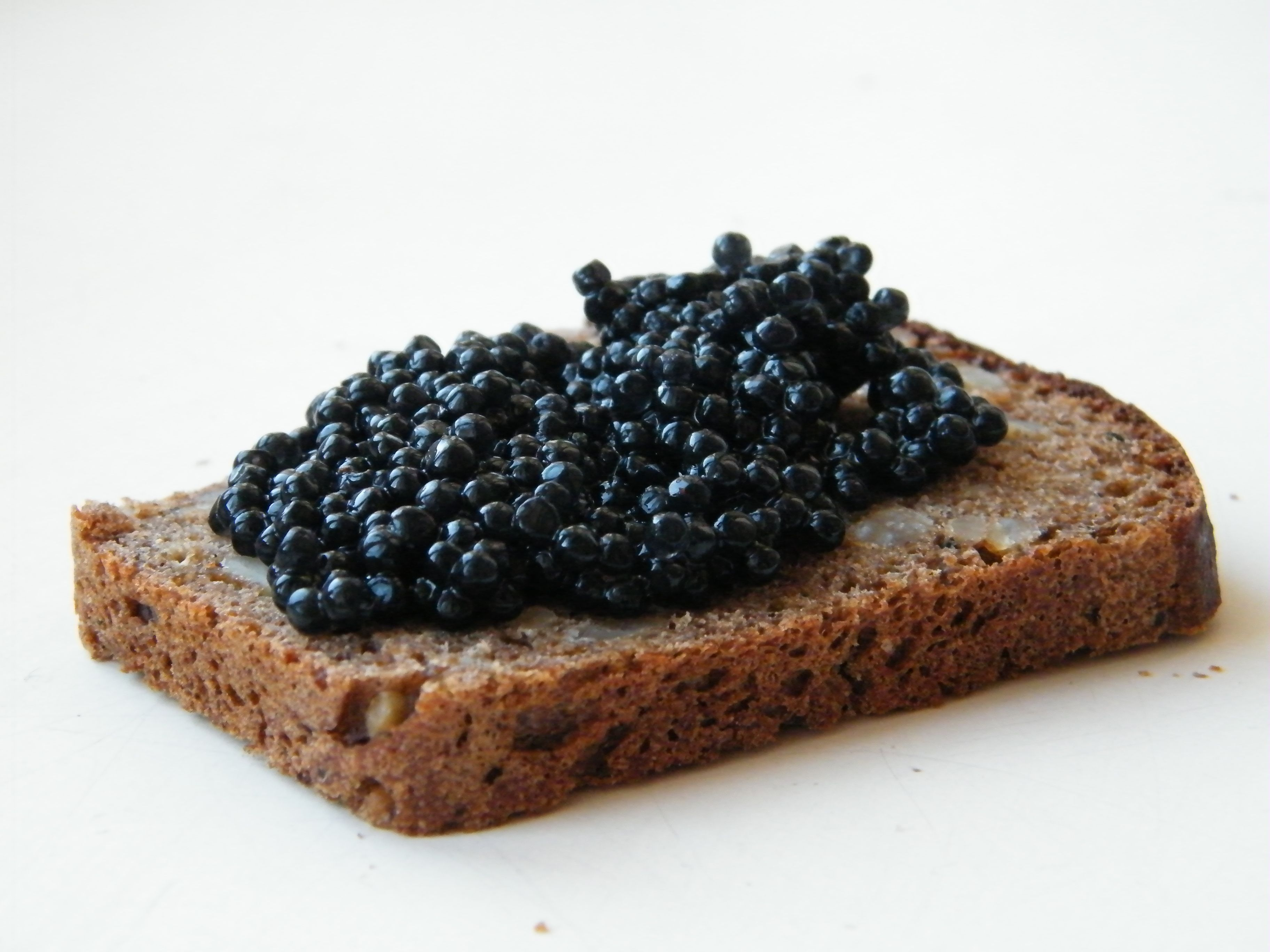
Бутерброд із штучною чорною ікрою

Штучна або імітована ікра (білкова ікра зерниста) — сурогатний продукт, що імітує за смаком і виглядом риб'ячу ікру, здебільшого — лососевих та осетрових риб. На вигляд така ікра схожа на натуральну. На смак це пружні кульки з желатину (колаген) з рибним присмаком. Бувають випадки коли таку ікру виготовляють із водоростей її називають — альгінова ікра (від альгінової кислоти).